# Proceedings of the American Academy of Arts and Sciences
Proceedings of the American Academy of Arts and Sciences, (abreujat Proc. Amer. Acad. Arts), va ser una revista amb descripcions botàniques que va ser editada per l'American Academy of Arts and Sciences i que es va publicar des de l'any 1846 fins al 1958 en 85 volums.